# Museumsstiftung Post und Telekommunikation
Die Museumsstiftung Post und Telekommunikation (MSPT) wurde 1995 im Zuge der deutschen Postreform gegründet. Sie ist eine bundesunmittelbare Stiftung öffentlichen Rechts und unterhält die drei Museen für Kommunikation an den Standorten Berlin, Frankfurt am Main und Nürnberg sowie das Archiv für Philatelie in Bonn, außerdem zwei Sammlungsdepots mit unterschiedlicher Schwerpunktsetzung in Berlin und in Heusenstamm. Als Leitungsorgane fungieren das Kuratorium und die Kuratorin in der Funktion einer Generaldirektorin (Anja Schaluschke, ständige Vertreterin Annabelle Hornung). Finanziell getragen wird die Museumsstiftung von der Deutsche Post/DHL AG und der Deutsche Telekom AG, die Rechtsaufsicht hat das Bundesministerium der Finanzen inne.

## Zielsetzung und Auftrag
Der gesetzliche Auftrag der Museumsstiftung Post und Telekommunikation besteht in der Sammlung, Erschließung und Darstellung der Kommunikationsgeschichte. Im Leitbild der Stiftung sind als Anliegen formuliert
- Orientierung und Identitätsstiftung zu bieten und zu befördern,
- als außerschulischer Lernort Kompetenzen und Wissen zu vermitteln,
- Orte aktueller Diskurse zu sein und den aktiven Dialog zu fördern,
- sowie Interesse und Verständnis für Kommunikation und ihre Geschichte zu wecken.

## Die Geschichte der Museumsstiftung Post und Telekommunikation
Die Wurzeln der Kommunikationsmuseen und der sie tragenden Stiftung reichen bis in die Zeit der Industrialisierung zurück. Der Sammlungsauftrag aus dem Jahr 1872 und die darauffolgende Museumsgründung in Berlin geht auf ein Schreiben des preußischen Generalpostmeister Heinrich Stephan aus dem Jahr 1872 zurück, das als Grundstein für die Museums-, Sammlungs-, Forschungs- und Vermittlungstätigkeiten der Stiftung bis heute, gilt.

## Die Museumsstiftung heute
Die Museumsstiftung besitzt heute mit über 11 Millionen Objekten (inkl. der grafischen und philatelistischen Sammlungen) eine der weltweit größten und ältesten Sammlungen zur Kommunikations- und Mediengeschichte und ist dauerhaft verantwortlich für ihre Bewahrung Pflege, Erforschung und Vermittlung. Die drei Museen verknüpfen in Ausstellungen und Vermittlungsformaten die Geschichte der Kommunikation, Nachrichtenübertragung und Kommunikationstechnik mit sozialen und kulturellen Kommunikationsphänomenen der Gegenwart (z. B. „Klima_X. Eine Ausstellung über die Kommunikation der Klimakrise“; „Back to Future. Technikvisionen zwischen Fiktion und Realität“ oder „#neuland: Ich, wir und die Digitalisierung“). Alle Häuser richten sich an ein breites Publikum. Ihr Angebot umfasst neben den Dauerausstellungen zahlreiche, meist auf Themen der Gegenwart bezogene Wechselausstellungen auch Präsentationen zu Darstellungen der Nachrichten- und Mediengeschichte in der Kunst, den Highlights der Sammlung oder zu regionalen Themen. Darüber hinaus gibt es ein breites digitales Vermittlungsangebot aus den einzelnen Häusern und der Sammlung, beispielsweise museumspädagogische digitale Begleitprogramme, sogenannte „Expotizer“ zu den Ausstellungen oder Online-Ausstellungen.
Ein breites Vermittlungsangebot kennzeichnet alle Museen der Stiftung. Ihr Ziel ist es, als Museen für Kommunikation zugleich selbst lebendige Orte des Dialogs und Teilhabe zu sein. Die drei Museen sind als außerschulische Lernorte insbesondere bei Kindern und Jugendlichen etabliert und haben einen Schwerpunkt in der Vermittlung von Medienkompetenz und Digital Literacy.